# 徳川義恕
徳川 義恕（とくがわ よしくみ、1878年11月1日 - 1946年11月4日）は、日本の陸軍軍人、侍従、男爵。

## 生涯
旧尾張藩主徳川慶勝の十一男として生まれる。兄の一人、徳川義宜は尾張藩主を務めたが、義恕が生まれる前に亡くなっている。なお、名前の｢義恕｣は父・慶勝が当初高須松平家時代に名乗っていたものと同じ諱である。
慶勝は義宜が亡くなったのに伴い、1875年（明治8年）に尾張徳川家を再継承したものの、嗣子に恵まれなかったため高松松平家から義礼を養子に迎えていた。義恕はその後に生まれたため、1888年（明治21年）6月に分家して一家を建て、慶勝の功績で男爵となった。ちなみに義恕は慶勝の正室・隼子（矩姫）に実子同様に育てられ、成人するまで自分が家を継ぐものと思いこんでいたという。
1902年（明治35年）7月に学習院中等科を卒業する。卒業後、陸軍に一年志願兵として入る。その後、陸軍歩兵少尉に任官した。日露戦争に出征し、軍功により勲六等を与えられた。1912年（大正元年）、侍従に転じる。1927年（昭和2年）、退職する。

## 栄典
- 1904年（明治37年）11月21日 - 正五位 [1]

## 家族
- 妻： 津軽承昭の娘・寛子（のりこ）
  - 長男： 義寛 - 嫡男（尾張徳川家分家次代）。1936年に侍従となり侍従次長を経て、1985年、侍従長に就いた。
  - 次男： 津軽義孝（よしたか） - 津軽氏第14代当主。外祖父・津軽承昭の養子であった津軽英麿（ふさまろ、伯爵）の養子となる。日本中央競馬会顧問、財団法人馬事文化財団名誉顧問、財団法人日本博物館協会会長などを歴任。外孫（義孝四女）の津軽華子は常陸宮正仁親王妃となった。
  - 三男： 義忠（よしただ） - 妻・礼子（あやこ）は黒田長敬（筑前秋月藩）の長女。義忠は敗戦後、華族令の廃止等で著しく困窮、運転手など職を転々とし、一家でブラジル移民となってサンパウロに移住し、コーヒー農園作業等の職に就いた。
  - 二女： 祥子 - 北白川宮永久王妃、皇籍離脱後1969年から女官長・皇太后宮女官長、三島由紀夫の長篇小説『春の雪』の伯爵令嬢綾倉聰子のモデル。なお長女は夭折した。
  - 四男： 義恭 - 文学者、装丁家で、三島由紀夫の親友だったが20代で夭折した。没後に三島は短編小説『貴顕』を書いた。